# Patof raconte
Patof raconte est une série télévisée québécoise pour enfants, diffusée du 31 août 1975 au 29 mai 1976 sur le réseau TVA.

## Synopsis
Deux ans après le lancement de la série Patofville, alors que la popularité de Patof est à son apogée, on confie à Jacques Desrosiers l'animation d'une émission supplémentaire diffusée les samedis et dimanches matins. Dans cette émission, Patof lit les lettres des enfants, raconte des histoires et chante des chansons rock'n'roll tirées de l'album « Patof Rock ».
Les histoires de Patof, illustrées par le dessinateur Graphico, sont adaptées des contes de Gilbert Chénier déjà parus sur disque et en bande dessinée, tels que : Patof en Russie, Patof chez les esquimaux, Patof chez les coupeurs de têtes, Patof dans la baleine, Patof chez les petits hommes verts, Patof chez les cowboys, Patof découvre un ovni et Patof en Chine.
C'est dans le cadre de cette série que le personnage de Monsieur Tranquille, alors bruiteur, est créé. Il sera ensuite incarné sous forme de marionnette dans la série télévisée Patof voyage en 1976.

## Fiche technique
- Titre : Patof raconte
- Réalisation : Claude Taillefer, Guy Robillard
- Scénario : Gilbert Chénier
- Recherche : Claude Leclerc
- Générique : Patof raconte interprétée par Jacques Desrosiers et parue sur l'album Patof Rock
- Production : Télé-Métropole
- Durée : ? x 30 minutes
- Dates de diffusion :  Québec 31 août 1975 - 29 mai 1976

## Distribution
- Jacques Desrosiers : Patof
- Roger Giguère : Monsieur Tranquille (bruiteur)

## Discographie

### Albums
| Année | Album      | Étiquette | Classement | Notes |
| ----- | ---------- | --------- | ---------- | ----- |
| 1975  | Patof Rock | Campus    | —          |       |

### Simples
| Année | Simple                                               | Étiquette | Classement | Notes                                           |
| ----- | ---------------------------------------------------- | --------- | ---------- | ----------------------------------------------- |
| 1975  | Gros minou – Bonjour Patof                           | Campus    | —          |                                                 |
| 1976  | Patof Blou – Patofville – Bonjour Patof – Gros minou | Campus    | —          | Enregistrements déjà parus, Promo hors-commerce |

### Compilations
| Année | Album                          | Étiquette | Classement | Notes |
| ----- | ------------------------------ | --------- | ---------- | ----- |
| 1976  | Patofville – Patof et ses amis | TeeVee    | —          |       |

Voir la discographie de Jacques Desrosiers.

## DVD
- 2011 Bonjour Patof (Musicor Produits Spéciaux)

## Guide des épisodes retrouvés
- Patof en Chine I (enr. 1975, épisode incomplet) : Générique – On est 6 millions faut s'parler – Mon amie Léonie (chanson).

- Patof en Chine II (enr. 1975, épisode incomplet) : Dessins – Gros minou (chanson) – Patof en Chine – Un peu de tout.

- Patof chez les coupeurs de têtes (enr. 1975, épisode incomplet) : La théière de Polpon (chanson) – Patof chez les coupeurs de têtes – Un peu de tout – Comment vous appelez-vous? – Générique.